# ميرزادة عشقي
ميرزادة عشقي (1894 - 1925 م) هو كاتب سياسي وشاعر، من أهل إيران.
ولد الشاعر سيد محمّد رضا، الملقب بميرزادة عشقي، في همدان. درس القرآن كما تعلم اللغة الفرنساوية. سافر إلى العراق وتركية ومكث في إسطنبول فترة. من آثاره: (رسالة الجمهورية) و(الأدب الكلاسيكي) و(رسالة النوروز).
اغتيل في صيف 1925 م وهو لا يزال في 31 من عمره.